# Tonite's Music Today
Tonite's Music Today est un album de jazz du saxophoniste Zoot Sims et du tromboniste Bob Brookmeyer. 

## Enregistrement
L'album comporte une plage, Blues, où Sims chante et est accompagné par Hank Jones au célesta.

### Musiciens
La session est enregistrée par un quintet qui est composé de :
- Zoot Sims (ts), Bob Brookmeyer (vtb),, Hank Jones (p), Wyatt Reuther (b), Gus Johnson (d).

### Dates et lieux
- 31 janvier 1956 New York, État de New York

## Titres
| N°     | Titre                           | Compositeur                              | Durée |
| ------ | ------------------------------- | ---------------------------------------- | ----- |
| Face 1 |                                 |                                          |       |
| 1.     | Mr. Moon                        | Steve Allen                              | 4:57  |
| 2.     | I Hear a Rhapsody               | George Fragos, Jack Baker, Dick Gasparre | 4:28  |
| 3.     | The Chant                       | Gerry Mulligan                           | 4:28  |
| 4.     | Blues                           | Traditionnel                             | 5:40  |
|        |                                 |                                          |       |
| Face 2 |                                 |                                          |       |
| 5.     | Zoot's Tune                     | Zoot Sims                                | 4:41  |
| 6.     | How long Has This Been Going On | George Gershwin, Ira Gershwin            | 4:50  |
| 7.     | Bobby's Tune                    | Bob Brookmeyer                           | 3:22  |
| 8.     | Blue Skies                      | Irving Berlin                            | 4:49  |

## Discographie
- 1956, Storyville Records - STLP 907 (LP)

## Référence
- Norman J. O'Connor, Liner notes de l'album Storyville Records, 1956.